# Саюстов Дмитро Юрійович
Дмитро Юрійович Саюстов (рос. Дмитрий Юрьевич Саюстов; 13 лютого 1988, м. Челябінськ, Росія) — російський хокеїст, центральний нападник. Виступає за «Трактор» (Челябінськ) у Континентальній хокейній лізі. 

## Кар'єра
Вихованець хокейної школи «Металург» (Магнітогорськ). Виступав за «Металург-2» (Магнітогорськ), «Торпедо» (Нижній Новгород), ЦСКА (Москва). 
У складі молодіжної збірної Росії учасник чемпіонату світу 2008.